# Naturschutzgebiet Kleppelshagen
Koordinaten: 53° 34′ 5″ N, 13° 43′ 36,8″ O

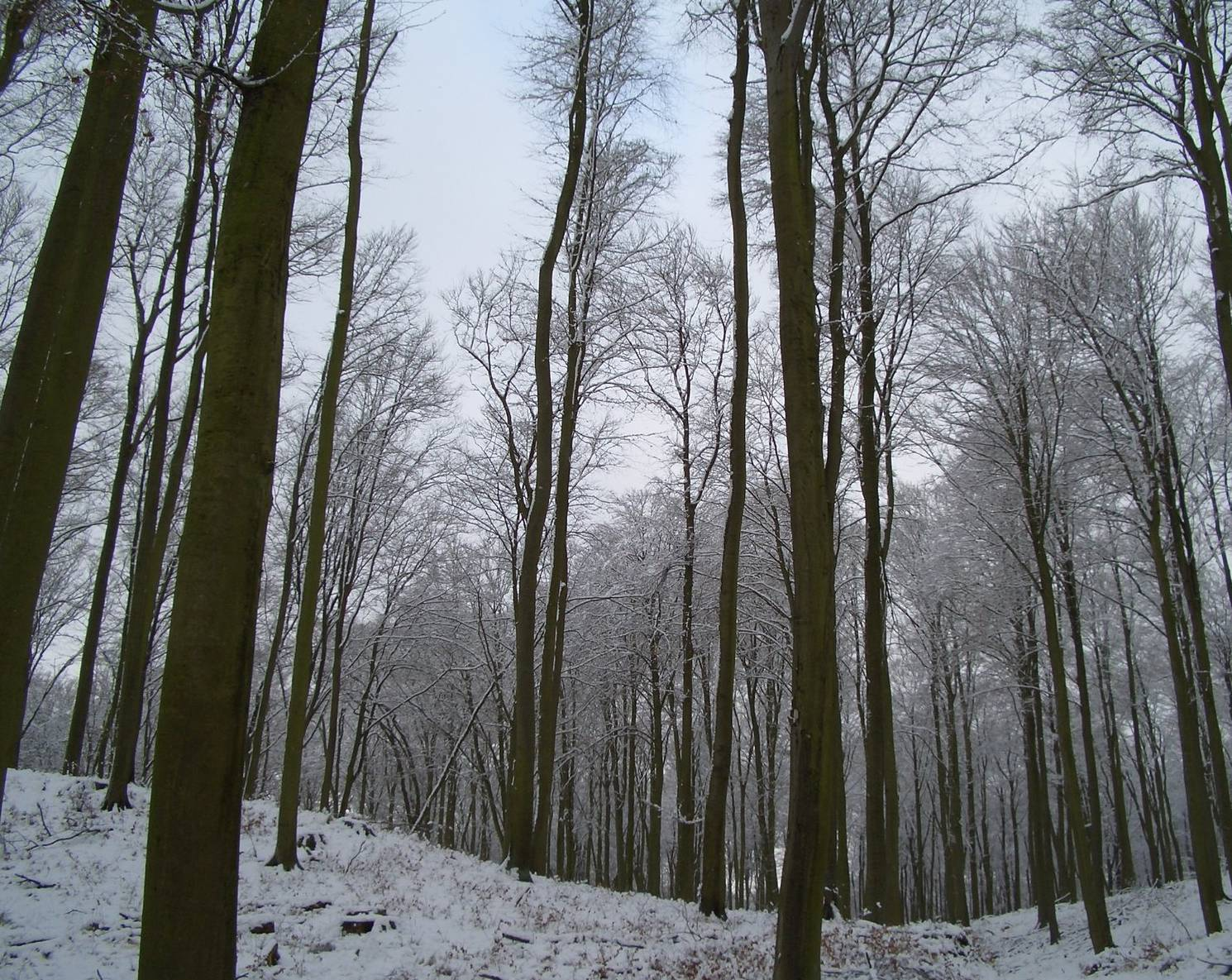
Buchenwald im Winter

Das Naturschutzgebiet Klepelshagen ist ein Naturschutzgebiet in Mecklenburg-Vorpommern acht Kilometer nördlich von Strasburg. Die Unterschutzstellung erfolgte am 15. Juli 1957 mit einer Gebietserweiterung 1961, so dass die aktuelle Fläche 301 Hektar umfasst. Es soll ein bewaldeter Ausschnitt eines Endmoränenzuges erhalten werden, der mit Perlgras-Buchenwald bestanden ist sowie Wärme liebende Pflanzenarten beherbergt und Relikte früherer Mittelwaldbewirtschaftung zeigt.
Die Flächen sind nach EU-Recht Teil des FFH-Gebiets Wald- und Kleingewässerlandschaft Brohmer Berge und des Vogelschutzgebiets Brohmer Berge. Der Gebietszustand wird als gut angesehen. Das Alter von ungefähr der Hälfte des Buchenbestandes liegt über 100 Jahren. Es existieren mehrere öffentliche Wege im Gebiet. Seit 1995 werden die Flächen von der Deutschen Wildtier Stiftung betreut.

## Geschichte und Wasserhaushalt
Die Flächen liegen eingebettet in die Stauch-Endmoräne der Brohmer Berge, die während der letzten Eiszeit entstanden. Die Abfolge der von den Eisvorstößen aufgeschobenen Wälle findet sich alle 200 Meter. Im südlichen Bereich des heutigen Naturschutzgebiets entstanden aus Toteisformen Kesselmoore. Durch das Naturschutzgebiet verläuft von Süd nach Nord der Knüppelbach, der in den Galenbecker See entwässert. Klepelshagen ist seit mindestens 500 Jahren als Waldstandort belegt. Durch das heutige Naturschutzgebiet verlief die stellenweise befestigte Grenze zwischen Mecklenburg und Pommern. Reste der alten Landwehranlage sind als doppeltes, bis zu 14 Meter breites, Wall-Graben-System erhalten. Durch die Lage im Drei-Länder-Eck zwischen Brandenburg, Mecklenburg und Pommern kam es bis 1479 häufig zu kämpferischen Auseinandersetzungen.
Der Wald gehörte zum Gut Klepelshagen und wurde als Hochwald bewirtschaftet.

## Pflanzen- und Tierwelt
Perlgras-Buchenwald ist die dominierende Vegetationsform des Naturschutzgebietes. Eingestreut wachsen auf wärmeren Standorten Elsbeere, Glockenblume und Scheiden-Goldstern. Die Kesselmoore sind in verschieden guten Zuständen erhalten. Stellenweise kommen noch Ausprägungen mit Wollgras vor. Die Kesselmoore umgibt meist ein Erlenbruchwald.
Das Naturschutzgebiet bietet Lebensraum für Rotbauchunke, Laub- und Moorfrosch.
Im Juni 2009 fand der GEO-Tag der Artenvielfalt in Klepelshagen statt. Es wurden circa 1800 Arten beobachtet. Trauerseeschwalbe, Wendehals und Schwarz- und Grünspecht, Pirol, Rotmilan und Kranich sind hervorhebenswert bei den 96 nachgewiesenen Vogelarten. Weiterhin wurden 170 Pilzarten gefunden, darunter Schleimpilze und Schlauchpilze.